# 와카사 유지
와카사 유지(일본어: 輪笠 祐士, 1996년 2월 9일~)는 일본의 축구 선수이다.

## 구단 경력
그는 2018년 J3리그의 후쿠시마 유나이티드 FC에 입단했고, 2년동안 팀에서 뛰었다. 2020년 블라우블리츠 아키타로 이적했다. 2020년 J3리그 우승으로 J2리그로 승격했다. 2022년까지 91경기에 출전하여, 3득점을 넣었다. 2022년 8월 파지아노 오카야마로 이적했다. 2024년 J2리그 5위를 기록하여 J1리그로 승격했다.